# Suzuki Palette
La Suzuki Palette è un'autovettura appartenente alla categoria delle kei car prodotta dalla casa automobilistica giapponese Suzuki dal 2008 al 2013.

## Descrizione
Presentata nel gennaio 2008, la Palette è caratterizzata dalla carrozzeria del tipo monovolume e dalla presenza di due porte posteriori scorrevoli. La vettura viene spinta da un'unità tre cilindrica da 658 cc a benzina abbinata ad una trasmissione CVT automatica a 4 velocità.
Il 1º dicembre 2009 è stata introdotta la Nissan Roox, una versione rimarchiata della Suzuki Palette, che è stata presentata dalla Nissan per la prima volta al Salone di Tokyo del 2009. Il 26 giugno 2012 è stata presentata la Mazda Flair Wagon, un'altra versione rimarchiata dalla Mazda della Palette.
La Palette è stata sostituita nel febbraio 2013 dalla Suzuki Spacia, insieme alla nuova generazione della Mazda Flair Wagon. La Nissan Roox invece è stata sostituita dalla Nissan Dayz Roox, un nuovo modello progettato insieme alla Mitsubishi Motors, venendo basato sulla seconda generazione della Mitsubishi eK.